# サブリナ (コミック)
『サブリナ』（英: Sabrina）とは米国の漫画家ニック・ドルナソによるグラフィックノベル。作中ではサブリナという女性が殺された事件を巡ってさまざまな陰謀論が生み出され、それらが遺族の生活を損なっていく。フェイクニュースが蔓延する現代を新たな表現技法で描いた作品として批評家から絶賛され、グラフィックノベルとして初めてブッカー賞の一次候補作に選ばれた。2018年5月にカナダのドローン&クォーターリーから刊行され、2019年10月には藤井光の翻訳による日本語版が出た。

## ストーリー

### あらすじ
シカゴでサブリナという女性が職場から家に戻る途中で消息を絶つ。恋人テディは心労で神経衰弱に陥り、コロラド州の隔離された空軍基地に勤務する幼馴染カルヴィンを訪ねる。妻子と別居中のカルヴィンは自宅にテディを住まわせて面倒を見る。テディは憔悴しきっており、一日の大部分を下着姿でベッドに横たわって過ごす。
数週間が経ったころ、サブリナが殺害されるところを収めたビデオテープが各地の通信社に送付されてくる。差出人ティミーの家からはサブリナとともにティミーの遺体も見つかり、多くの謎が残される。事件はニュース専門局で絶え間なく取り上げられ、動画はインターネットに流出して急速に広まる。その中で陰謀説が立ち上がってくる。サブリナの殺害は社会に不安を喚起するために仕組まれた偽旗作戦であり、サブリナの妹サンドラ、テディ、そしてテディを匿うカルヴィンは雇われた役者（クライシスアクター）なのだという。彼らは「真実」を求める一般人の集団に付きまとわれ、ネットに動画を晒され、脅迫を受ける。
テディは部屋にこもり、事件の公式発表に疑義を唱えるラジオ番組を取りつかれたように聞き続ける。カルヴィンはテディと外界の間で消耗していく。サンドラは瞑想やコミュニティ活動を通じて平静を取り戻そうとする。やがて別の州で新しい無差別殺人事件が発生し、メディアやネットの注目はそちらに移っていく。3人の主人公はそれぞれ事件の余波を引きずりながら新しい生活をおくり始める。

### 主要キャラクター
サブリナ・ギャロ (Sabrina Gallo)
シカゴで生まれ育った27歳の女性。両親や妹サンドラ、同棲相手のテディを残して消息を絶つ。
カルヴィン・ローベル (Calvin Wrobel)
空軍兵士。基地勤務のIT技術者として起伏のない日々を送っている。FPSゲームや面白動画がささやかな楽しみ。人はいいが無頓着なところがあり、別居中の妻から非難されている。除隊が数か月後に迫っており、その後は妻子が住むフロリダに移って関係を修復するか、特別捜査局への再配属を受けて家族と離れるかの選択を迫られている。
高校の同級生であるテディとは卒業以来ほとんど交流がなかったが、その窮状を知って自宅に受け入れる。ともに口下手なカルヴィンとテディが交わすぎこちない友情は本作の大きな部分を占めている。
テディ・キング (Teddy King)
痩せて金髪を長く伸ばした無職の男性。サブリナが失踪してからほかのことが手につかなくなり、カルヴィンの家に身を寄せる。カルヴィンが持ち帰るハンバーガーを（ときに手ずから）食べさせてもらう以外ほとんど何もできずにいる。夜中に悪夢を見て叫びだす、怒りや自殺願望を噴出させるなど精神的に不安定で、サブリナの死が確定するとそれがエスカレートしていく。
サンドラ・ギャロ (Sandra Gallo)
サブリナの妹。シカゴで清掃員として働いている。どちらかというと開放的な性格で、親しい友人に悲嘆をぶつけることで事件の衝撃を受け止めようとする。
ティミー・ヤンシー (Timmy Yancey)
サブリナ殺害犯と見られる23歳の白人男性。サブリナのアパートの近所に住んでいた。ほとんど直接的な描写はないが、作中のウェブ情報によると「ボディビル、男性の権利、理論物理学、有機農法」に関心があり、オンラインフォーラムで議論に励んでいたという。

## 刊行の経緯

### 着想と制作過程
ドルナソは2014年の後半に本作の着想を得た。創作動機の一つとなったのは、交際していた女性（後に結婚）が誘拐されて二度と会えなくなるのではないかというパラノイア的な不安である。そのころ女性との関係が深まるにつれて、依存心と同時に彼女を失うことを恐れる気持ちが強まっていったのだという。そのような経験は初めてであり、ドルナソは作品化を通じて心の中を整理しようと考えた。不安の背景には当時の世相もあった。アメリカ国内で起こったサンディフック小学校銃乱射事件（2012年）のような惨劇やパリ同時多発テロ事件（2015年）をはじめとする国際テロ事件などの殺伐としたニュースは本作に影響を与えた。イスラム国シンパは地元シカゴでも活動していた。ドルナソのいう「何かが奪い去られ、失われつつあるという子供じみた恐怖感」は、作中の事件の被害者たちだけではなく加害者や陰謀論者にも共有されている。

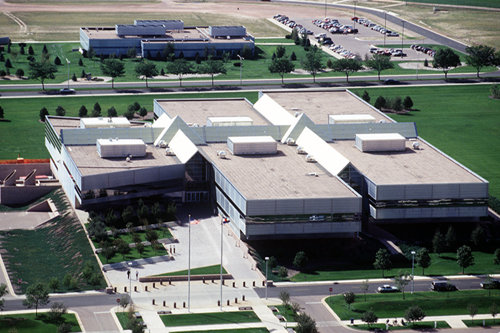
コロラド州のピーターソン空軍基地。

もう一つのヒントはカルヴィンのモデルでもある空軍兵士の幼馴染だった。その人物はコロラドのピーターソン空軍基地に勤務しており、都会の喧騒とは距離を置いて暮らしていた。ドルナソは長年にわたって、自分に何かが起きたら友人のところに身を寄せようという考えを抱いており、その夢想が恋人を失うイメージと結びついた。本作の構想中には取材のためコロラドスプリングスの友人を訪れた。基地の見学は叶わなかったが、寒々とした土地柄は作風に合っており、本作の背景としてテーマ的にも視覚的にも好適だったという。ドルナソは結末を決めないまま、恋人に失踪されたテディがコロラドでカルヴィンと車に乗るシーンから描き始めた。2015年初頭のことだった。それ以来、グロサリーストアに勤める本業の傍ら、スクリプトと同時並行で週に2—3ページずつ描いていった。
『サブリナ』は2017年の春に一応の完成を見たが、ドルナソはその出来に失望していた。自身の個人的な不安に基づく、まったくポジティブなところのない作品は読者に悪い影響しか与えないと思われた。何の罪もないサブリナが無造作に殺害される場面は特に陰惨な印象を与えた。自ら作り出したキャラクターを物語のために殺すのは「誰かの苦しみや不幸を搾取しているように」感じられた。自身もかつて熱中していたスナッフ動画のようなものを世に出すことに意味があるとは思えず、描き始めたことを後悔した。感情的な消耗も大きかった。数年がかりで自身の心理を掘り返す行為は「パンドラの箱」に近く、期待したように不安を解消するどころか精神状態を悪化させた。ドルナソは自己嫌悪や恋人との関係に関する不安、過去に受けた性暴力のトラウマに直面した。葛藤は1か月余り続き、一時は出版社に刊行取り消しを申し出たほどだった。やがて時間とともに、セラピーや周囲からのサポートを受けて精神的な安定を取り戻していった。
自作に対する見方を新たにしたドルナソは、原稿に30ページほどの加筆・修正を加えて刊行しようと決めた。殺害シーンは間接的な描写に差し替えられた。作品冒頭で生前のサブリナが浮かべていた安心しきった表情には「危険を予期した鹿のような」ニュアンスが加えられた。サブリナの妹で、初稿ではほとんど無視されていたサンドラの役割も拡大された。サンドラが友人との交流などを通じて事件を乗り越えようとするパートはストーリーの息抜きとなるものだった。2017年末に脱稿した最終形は、初稿と根本的に異なっていたわけではなく、「実際の変更点よりも、私の心の変化の問題」が大きかったという。最後に描かれたのは背表紙用の特別なガラス絵だった。本編とは全く異なる明るいカラーパレットで描かれた花々と密に茂った葉の絵は、ドルナソにとって気持ちの区切りとなった。2019年ごろの取材には、本作について「もう見たくない」「描くんじゃなかった」と答えている。

### 背景
本書が刊行された2010年代のアメリカでは、ピザゲートやオバマ大統領の出自を巡る論説など多くの陰謀論が現実に生まれ、ネットや市井の論者のみならず主流マスコミに取り上げられていた。9・11テロ事件が政府による偽旗作戦だという陰謀説は作品にさりげなく取り入れられている。サンディフック小学校などで起きた銃乱射事件では、作中の殺人事件と同じように、銃規制推進派が仕組んだお芝居だという陰謀説が唱えられた。やらせの共謀者（クライシスアクター）だと非難された遺族が自殺した例さえある。これらの風説を流布していた右派陰謀論者アレックス・ジョーンズは、複数のレビュアーによって、作中で延々と陰謀説を説き続けるラジオパーソナリティーのモデルと目されている。2014年にカリフォルニア州サンタバーバラ付近で起きた銃乱射事件は殺害犯の人物像についてのヒントになった。ドルナソはこの事件で犯行前に記録された声明動画を視聴し、作中のティミーを同様のミソジニストに設定した。

### 刊行
初版は2018年5月に米国とカナダで刊行された。版元は野心的なグラフィックノベル作品の出版社として知られるカナダのドローン&クォーターリーである。同年7月にブッカー賞最終選考に入ったことが報じられると売れ行きが伸び、3回目の増刷が決定した。英国では2018年6月にグランタから刊行された。海外での版権はココニーノ・プレス（イタリア）、ギンコ・プレス（中国）、サラマンドラ（スペイン）、プレスク・ルネ（フランス）らによって取得された。
日本ではブッカー賞のノミネートを機に早川書房が版権を取得し、2019年10月に藤井光の翻訳で刊行された。同年12月に発行された『THE BEST MANGA 2020 このマンガを読め！』で年間ランキングの第18位に挙げられ、テレビやラジオで広く紹介されるなど、大きな反響を呼んだ。

## 作風とテーマ

### テーマ
本書は現代社会に蔓延するフェイクニュースの風潮を論じたものと受け取られた。作者が直接意図していたわけではないが、トランプ政権下での真実軽視やニヒリズムの風潮、あるいは社会やネットの右傾化への警鐘を読み取る評者も多い。ストーリーの中心には架空の殺人事件があるが、焦点が当てられているのは殺人そのものではなく、そこから生じた陰謀説の影響である。主人公カルヴィンが陰謀に加担していると信じたネットユーザーたちはソーシャルメディアでの議論をエスカレートさせ、カルヴィンの身内の住所を特定して脅迫メールを送る。遺族の一人テディもまた陰謀説に引き込まれていく。この展開により、事件を消費するネットユーザーに対する善良な被害者という図式は崩される。ネットやマスメディアの描写は迫真性に満ちており、そこには危険な風説を送り出す側の心理も現れている。
本作には現代人の生がテレビ中継やビデオチャットのような「電子デバイスを通じて伝えられ、解釈される」様子が描かれている。作者によると、テディがテレビではなくラジオを使って陰謀論を聴き続けるのは、実体のない声が生活に浸透していることを強調するためだという。人物は現実のシーンにおいてこれ以上ないほど簡素な線で描かれるが、唯一ニュースやオンラインの映像でのみ、あたかも本当の生がそこにしかないかのように、目鼻立ちがくっきりと表現される。エヴァン・ナルシスによると、本作では「遠慮がちな微笑みやハグは交わされるが、全力の抱擁や釣り込まれるような笑いはそこにない」。それはフェイクニュースが蔓延する時代にあって、登場人物たちが自分自身の感情を信じられなくなったかのようである。その一方で、コンピュータスクリーンの中では感情が荒れ狂っている。ドルナソは「攻撃的で不協和な顔のない人々の声によって登場人物たちを洗い流してしまいたかった」と述べている。
静かで大人しい登場人物たちは一般的な犯罪ドラマに登場するアメリカ人のイメージとはかけ離れており、中西部の地域性と結び付けられることもある。現代中西部アメリカにおけるある種の浅薄さを皮肉に眺める視点が存在するという指摘もある。カルヴィンの深みに欠ける発言や、サンドラが参加したオープンマイクの会で語り合われる凡庸な体験談にそれが窺える。しかし同時にそこには、平凡で垢抜けない彼らへの人間的共感がある。

### 作画スタイル
『サブリナ』はテーマに合った独特なスタイルで描かれている。単純化された人物と幾何学的な背景、四角く区切られた画一的なコマ割りで特徴づけられるスタイルは、現代社会を舞台にしていながら「異世界的」な印象を与えるとされた。正確に計算された簡素な構図は「ハウツーマニュアルか避難経路図を参考にしたようだ」と言われた。前作『ベヴァリー』ではパステルカラーも用いられたが、本作では内容に合わせて茶色、緑、灰色のような淡く沈んだカラーパレットが選ばれた。塗りは平坦で陰影やハッチングは見られない。横尾忠則は「気分が重くなる薄暗い色彩の不可解さに翻弄されてしまった … この色彩感覚は素晴らしい」と評した。

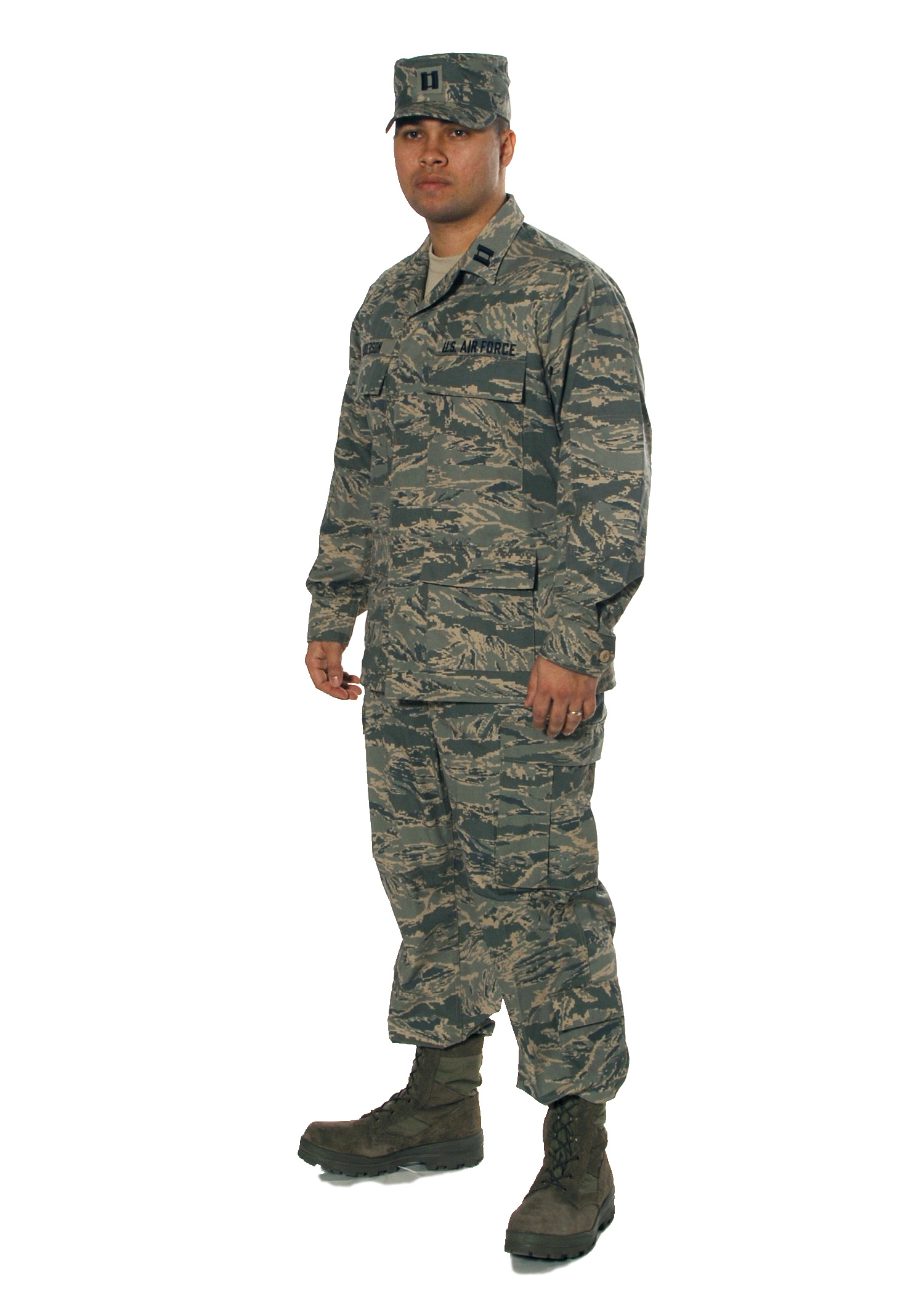
アメリカ空軍の戦闘服（ABU）。作者は基地のありきたりなオフィス空間に戦闘服の人物が行き来する対比を気に入っていた。

登場人物は最小限の線ですっきりと描かれるが、黒穴のような目は質感に欠けており、体型は積み木を重ねたかのようである。外見的に無個性なキャラクターは互いに区別しづらく、特に全員が戦闘服と戦闘帽を着用している軍事基地のシーンではそれが顕著である。一見すると単純すぎる印象を受けるが、ドルナソが精巧に組み上げた人物画には現実の人間の存在感がある。緊迫した、あるいは悲痛な状況においても、彼らは微笑みのような複雑な表情を浮かべている。表情は口や眉のちょっとした傾きによって印象が大きく変わるため、多大な注意を払って線を引いているという。エド・パクの評によると、一見すると際立ったところのない単純なキャラクターデザインが「どういうわけか、彼らの恐るべき苦痛を一段と深めている」。翻訳家の鴻巣友季子は、性別を表すアイコンすら排除された能面のような登場人物を「女性の胸などを強調する日本の漫画からすると、本作の絵柄はむしろ特異に映る」と評し、本作を「静謐な爆弾」と呼んだ。
四角いコマを格子状に整然と並べたコマ割りが全編で採用されている。コマの数はページあたり2コマから24コマで、コマの大きさによって語りにアクセントがつけられる。たくさんの細かいコマにふきだしが詰め込まれたページも多い。このレイアウトは日本やアメリカの一般的な漫画とは異なるもので、単調で窮屈な印象も受ける。だが原正人は画一的なコマの並びが「YouTubeやTwitter、Google画像検索などの画面を連想させ、妙な迫真性を帯びる」と述べている。またこのコマ割りは、人物やシーンが変化する途中のあいまいな瞬間を効果的に切り取ることができるとも評されている。
ドルナソの作風に最も大きい影響を与えたのはコロンビア・カレッジ・シカゴで師事した漫画家イワン・ブルネッティである。同じくシカゴ在住で交友もあるオルタナティヴ・コミック作家クリス・ウェアからの影響も指摘されるが、レイアウトや感情表現における抑制はウェアにはない特徴である。大学以前にはコミックにそれほど親しんでいたわけではなく、影響としてはむしろテレビや映画の方が大きいという。

### ストーリー構成と演出
オルタナティヴ・コミック作家クリス・ウェアは本作の周到な構成を高く評価した。あからさまなプロットは展開されず、静かで不穏なシーンが続けて提示されるのみで、読者はそれらをつなぎ合わせて一つの物語を組み上げなければならない。ウェアはこの構成について、現実世界の不透明さや、自己存在から目をそらすため犯罪報道に熱中する心理を連想させると述べている。モノローグやナレーションは徹底して避けられており、登場人物の内面を窺い知ることはできない。主人公たちや背景の人物がいつ突発的な暴力に傾くか予想できず、緊迫感は高まる。そして物語中には情報の欠落や矛盾があり、読者はサブリナがたどった運命について憶測を働かせるよう誘導される。ウェアはこれを、読者を作中の陰謀論者たちと「同罪にする」仕掛けと呼んだ。

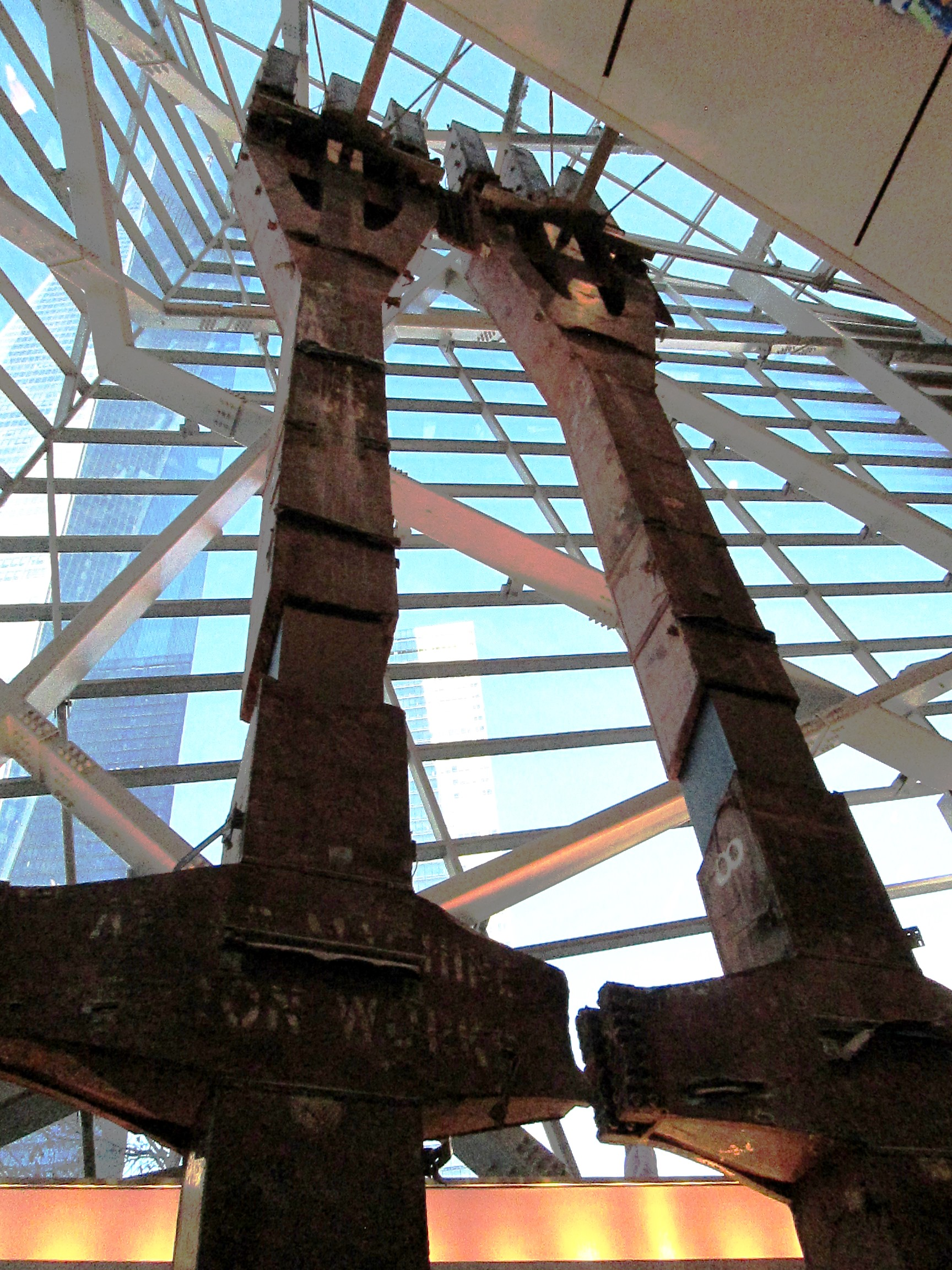
国立9・11博物館内部。鉄骨のモニュメントは作中のニュース映像で用いられている。

登場人物の感情表現は強く抑制され、クリシェやセンセーショナリズムに陥ることは避けられている。作者ドルナソは激しい感情描写が本作にはふさわしくないと考えていた。登場人物の顔からは感情がわずかに垣間見えるのみで、例外的に感情が高まるシーンでもクローズアップは用いられず、髪が顔を隠したり、視点が遠ざかったりする。しかしこれらの抑えた演出は、むしろ苦しみの深さやそれを表出することの難しさを感じさせ、読者の共感を引き出すことに成功している。
冒頭からサンドラが男性に付きまとわれた体験を語っているように、本作は暴力の気配に満ちている。しかしそれはあからさまな視覚的描写によらずに表現される。残虐な行為はコマの外で行われ、動画を視聴した人物の反応や、ウェブブラウザのサイドバーを通じて間接的に示される。もしくは暴力の予期が高められるだけで実際には起こらずに終わる。ニュースでは9・11テロ記念日の追悼者が淡々と報じられ、殺害現場の描写では「盛り上がった毛布と、静かに赤く染まったバスタブの水」が不条理な暴力への恐怖を呼び起こしている。
基地のシーンにさりげなく置かれた監視カメラや、カルヴィンの住居が数カ月前に妻子が出て行ったまま片付けられていない描写のように、背景がストーリーテリングの手段として効果的に用いられている。ここでも余計なものは削ぎ落とされている。たとえばガソリンスタンドのシーンでは主人公の車以外に数台の車が停まっているのが自然だが、本作では敢えて一台も描かれていない。その一方で、舞台となる郊外の情景には、周辺の街並みや調度品の細部にいたるまで詩的な視線がはたらいている。

## 社会的評価

### 批評家の反応
『サブリナ』は作者ドルナソにとって、現代の断片をとらえた短編集『ベヴァリー』（ドローン&クォーターリー、2016年刊）に続く第2作にあたる。『ベヴァリー』の時点で受賞と大きな注目を得ていたドルナソだったが、本作でさらなる飛躍を見せたと評価された。漫画家エイドリアン・トミネは「コミックの不可解な力を最大限に味わわせてくれる」と述べた。作家ゼイディー・スミスは「形式を問わず、私たちの現況について読んだ本の中で最高の一冊」と評した。エド・パクはニューヨーク・タイムズ紙への寄稿で本書を「衝撃的な芸術作品」と呼んだ。
『GQ』誌は「デマ、パラノイア、虚偽報道が蔓延する我々の時代を扱った最初の傑作」と断じた。クリス・ウェアもガーディアン紙のレビューで本作がそれらの問題に「鋭い洞察によって冷厳な分析」を下していると述べた。バンド・デシネ研究者原正人は「ソーシャルメディアの描写は日本のマンガにも決して少なくないと思うが、『サブリナ』ほどその怖さを描いたマンガは今のところ見たことがない」と述べている。『ザ・ニューヨーカー』誌は、『サブリナ』の地味さ・緩慢さがネットで過熱する消費的文化に対するアンチテーゼだと評した。小野正嗣は本作から感じられるものを「現代という時代を隈なく覆い尽くす茫漠たる喪失感」と表現した。
NPRは本作を「単なるキャラクター描写をはるかに超えたもの」とみなし、物語が進むにつれてますます引き込まれ、心を揺さぶられるとした。ブログメディアio9は「生々しく記録された感情のカタログであり、度を過ぎた社会政治的議論によって圧し潰され、悲惨さの中に沈黙させられた人生を垣間見ることができる」と総括した。『ロサンゼルス・レビュー・オブ・ブックス』誌は、感情表現が抑えられていながらも「意外性があり、今日的で人間性に富んだ」作品だと結論した。

### 受賞
2018年、『サブリナ』は英国の権威ある文学賞であるブッカー賞のロングリスト（一次候補作）にグラフィックノベルとして初めて載せられ、1992年にピューリッツァー特別賞を獲得した『マウス』以来の事件と騒がれた。かつてブッカー賞の選考委員はグラフィックノベルという言葉を拒絶して「コミックブック」と呼び、文学より低いものだという姿勢を示したことがある。しかし2018年の選考委員ヴァル・マクダーミドは、グラフィックノベルが「物語創作において中核を占めるようになってきた」と述べた。作家ジョアン・ハリスをはじめとして、多くの文学関係者は本作のノミネートを歓迎したが、批判もあった。同賞の選考委員だったサム・リースは『ファイナンシャル・タイムズ』への寄稿で、ノーベル文学賞を授与された歌手ボブ・ディランの例を引きつつ、本作がいかに優れていても長編小説（ノベル）を対象とするブッカー賞へのエントリーはカテゴリー違いだと書いた。
作者ドルナソ自身はノミネートとそれにともなう注目を喜ばなかった。元来ドルナソは内向的な性格であり、プロの漫画家としての成功を強く望むというよりも、ヘンリー・ダーガーのようなアウトサイダー・アーティストに自分を擬していた。当時のインタビューでは、狭いオルタナティヴ・コミック界で細々と活動していたのが一転してコミックメディアを代表する立場に立たされた戸惑いを述べている。また本作に個人的な側面が出すぎているということもあった。

## 映画
2019年4月、RTフィーチャーズとリージェンシー・エンタープライズによる映画化の計画が報じられた。ドリュー・ゴダードが脚本とプロデュースを務め、場合によっては監督も行う。